# Sommerhausen

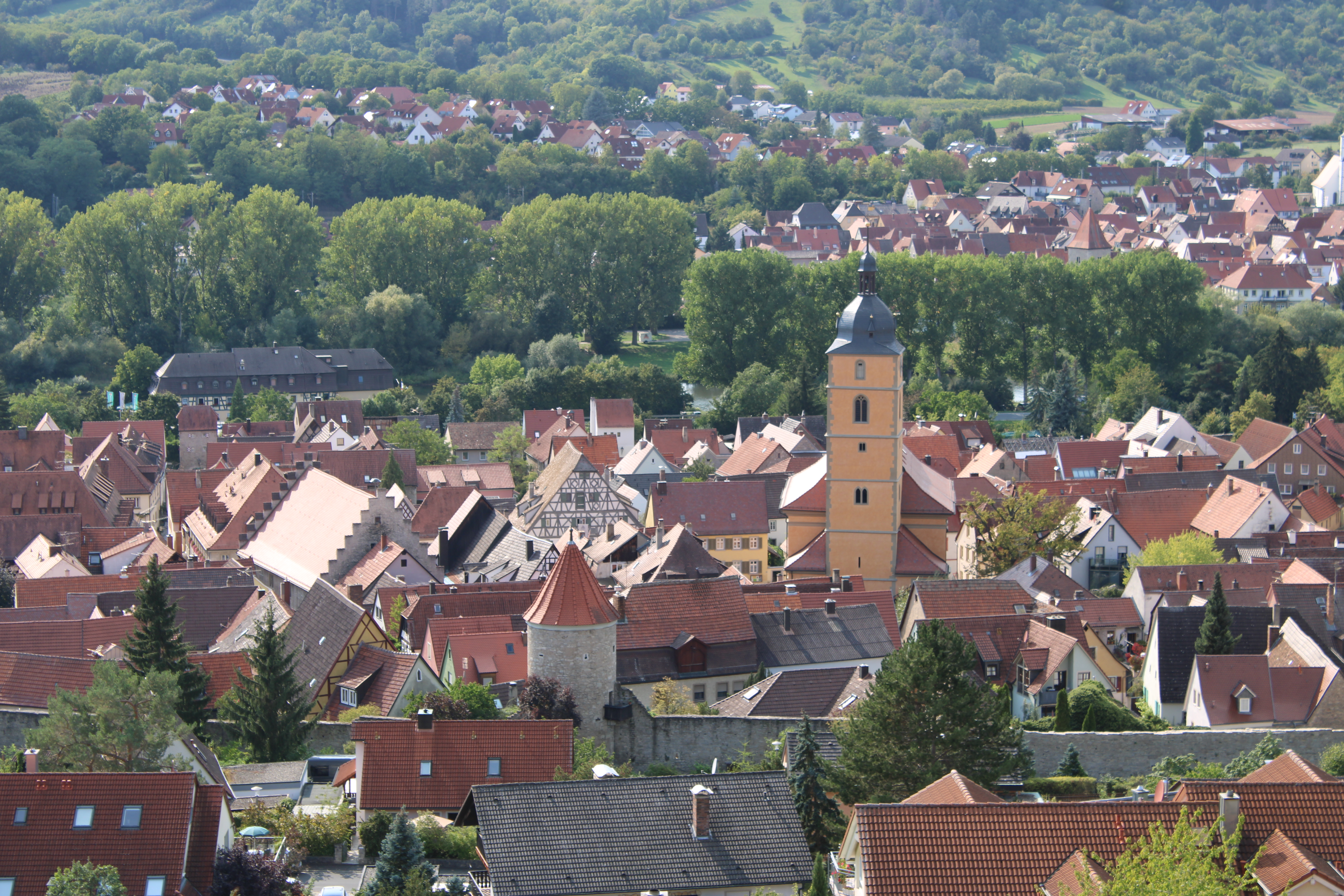
Blick von Osten auf Sommerhausen

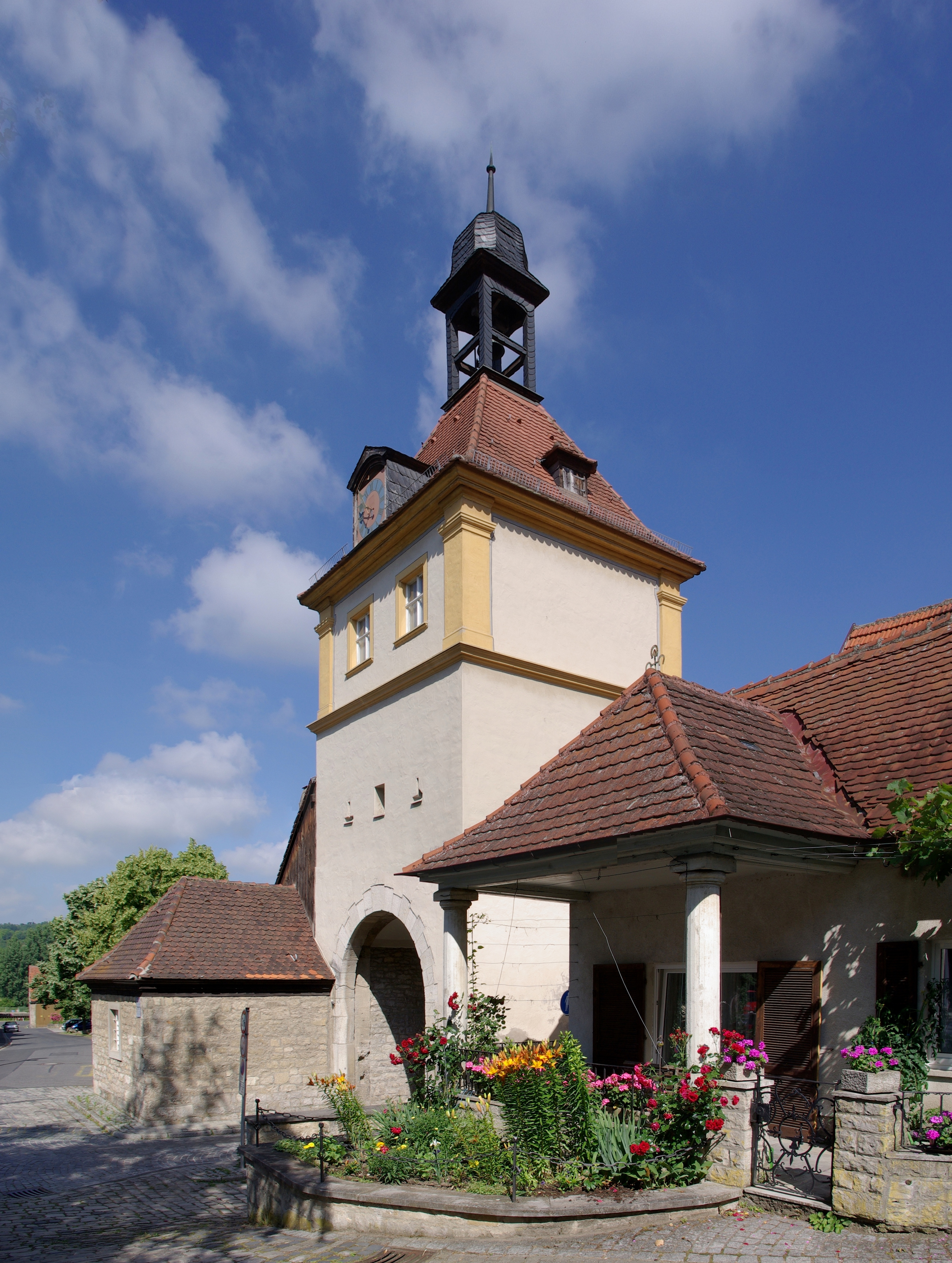
Ochsenfurter Tor, Feldseite

Sommerhausen ist ein Markt im unterfränkischen Landkreis Würzburg und Mitglied der Verwaltungsgemeinschaft Eibelstadt. Außer dem Hauptort gibt es keine weiteren Gemeindeteile.

## Geographie
Sommerhausen liegt am rechten Ufer des Mains 13 Kilometer südlich von Würzburg. Neben dem Weinbau spielen Tourismus und Kunstszene eine große Rolle. Im Osten und Süden wird Sommerhausen von Ochsenfurt umschlossen, im Norden grenzt Eibelstadt an das Gemeindegebiet. Direkt gegenüber Sommerhausen, am Westufer des Mains, liegt der Ort Winterhausen. Die kuriosen Namen der beiden Ortschaften haben ihren Ursprung bei den Kirchenpatronen. So hat der Sommerhäuser Kirchenpatron Bartholomäus seinen Gedenktag im Sommer (24. August), der Winterhäuser Kirchenpatron Nikolaus im Winter (6. Dezember).

## Geschichte

### Bis zur Gemeindegründung
Sommerhausen ist schon seit dem Mittelalter eine bedeutende Gemeinde am Main. Sie unterstand nicht dem Fürstbischof von Würzburg. Nach Sommerhausen kamen die Schenken von Limpurg 1413 durch Heirat des Schenken Friedrich mit Elisabetha von Hohenlohe. Als Teil der durch Bayern mediatisierten Herrschaft Speckfeld der Erben der Grafen Schenk von Limpurg (erst Grafen Pückler, dann Grafen Rechteren-Limpurg) gehörte Sommerhausen ab 1500 zum Fränkischen Reichskreis. Von 1540 an wurde in den Limpurger Landesteilen die Reformation eingeführt, so dass Sommerhausen zu einer protestantischen Enklave im vorwiegend katholischen Mainfranken wurde.
Es kam 1810 bei Gebietsbereinigungen an das Großherzogtum Würzburg, mit dem es 1814 an Bayern zurückfiel. Im Zuge der Verwaltungsreformen in Bayern entstand mit dem Gemeindeedikt von 1818 die heutige Gemeinde. 1896/1897 ließ die Gemeinde eine Mainbrücke errichten.
Der Ort ist, eingebettet im Tal des Mains unter Weinbergen, schon seit Jahrzehnten das Aushängeschild der fränkischen Romantik. Die mittelalterliche Stadtmauer hat sich erhalten. Alle Gebäude im Ortszentrum in den engen, verwinkelten Gassen blicken auf mehrere hundert Jahre Geschichte zurück. Das Rathaus stammt aus dem 16. Jahrhundert.

### Verwaltungsgemeinschaft
Bis zur Gebietsreform 1972 gehörte Sommerhausen zum Landkreis Ochsenfurt, seitdem zum Landkreis Würzburg.

Seit 1978 ist Sommerhausen Mitglied der Verwaltungsgemeinschaft Eibelstadt, zu der auch Eibelstadt, Winterhausen und Frickenhausen am Main gehören.

### Einwohnerentwicklung
- 1961: 1362 Einwohner
- 1970: 1403 Einwohner
- 1991: 1423 Einwohner
- 1995: 1460 Einwohner
- 2005: 1673 Einwohner
- 2010: 1657 Einwohner
- 2015: 1800 Einwohner

Im Zeitraum 1988 bis 2018 stieg die Einwohnerzahl von 1377 auf 1913 um 536 Einwohner bzw. um 38,9 %.
Quelle: BayLfStat

## Politik

### Bürgermeister
- Hans Aigner (1966–1972)
- Karl Steinmann (1972–1990)
- Gerhard Oehler (1990–2002)
- Fritz Steinmann (2002–2020)
- Wilfried Saak (seit 2020)

Bürgermeister Wilfried Saak (Wählergemeinschaft Sommerhausen) wurde bei der Kommunalwahl 2020 mit einem Stimmenanteil von 66,2 % neu ins Amt gewählt.

### Marktgemeinderat
Der Marktgemeinderat hat 12 Mitglieder, zuzüglich des Ersten Bürgermeisters.
Sitzverteilung (Stand nach den Kommunalwahlen 2020):
- WGS – Wählergemeinschaft Sommerhausen: 5 Sitze
- BLS – Bürgerliste Sommerhausen: 4 Sitze
- CSU – Christlich-Soziale Union in Bayern: 3 Sitze

### Wappen
|                                                             | Blasonierung: „Geteilt von Blau und Silber; oben die strahlende, gesichte goldene Sonne, unten an grünem Rebstück hängend eine blaue Traube zwischen zwei grünen Blättern“ |
| seit dem 17. Jahrhundert, aus der Siegelführung abgeleitet. | |

### Gemeindepartnerschaften
Seit 1992 besteht mit der französischen Gemeinde Vernou-sur-Brenne (in der Nähe von Tours) eine Partnerschaft. Beide Orte haben einen Partnerschaftsverein mit zahlreichen Mitgliedern, die sich abwechselnd Jahr für Jahr besuchen. Vernou-sur-Brenne ist wie Sommerhausen eine Winzergemeinde mit hohem Anteil an künstlerisch tätigen Einwohnern. Der Wein wird unter der Appellation Vouvray vermarktet. (Vouvray ist Partnergemeinde von Randersacker) Der Ort blickt auf eine lange Geschichte zurück und hat zum Teil eine sehr geschichtsträchtige Bausubstanz. Er beherbergte früher die Sommerresidenz der Bischöfe von Tours.

## Kultur und Sehenswürdigkeiten

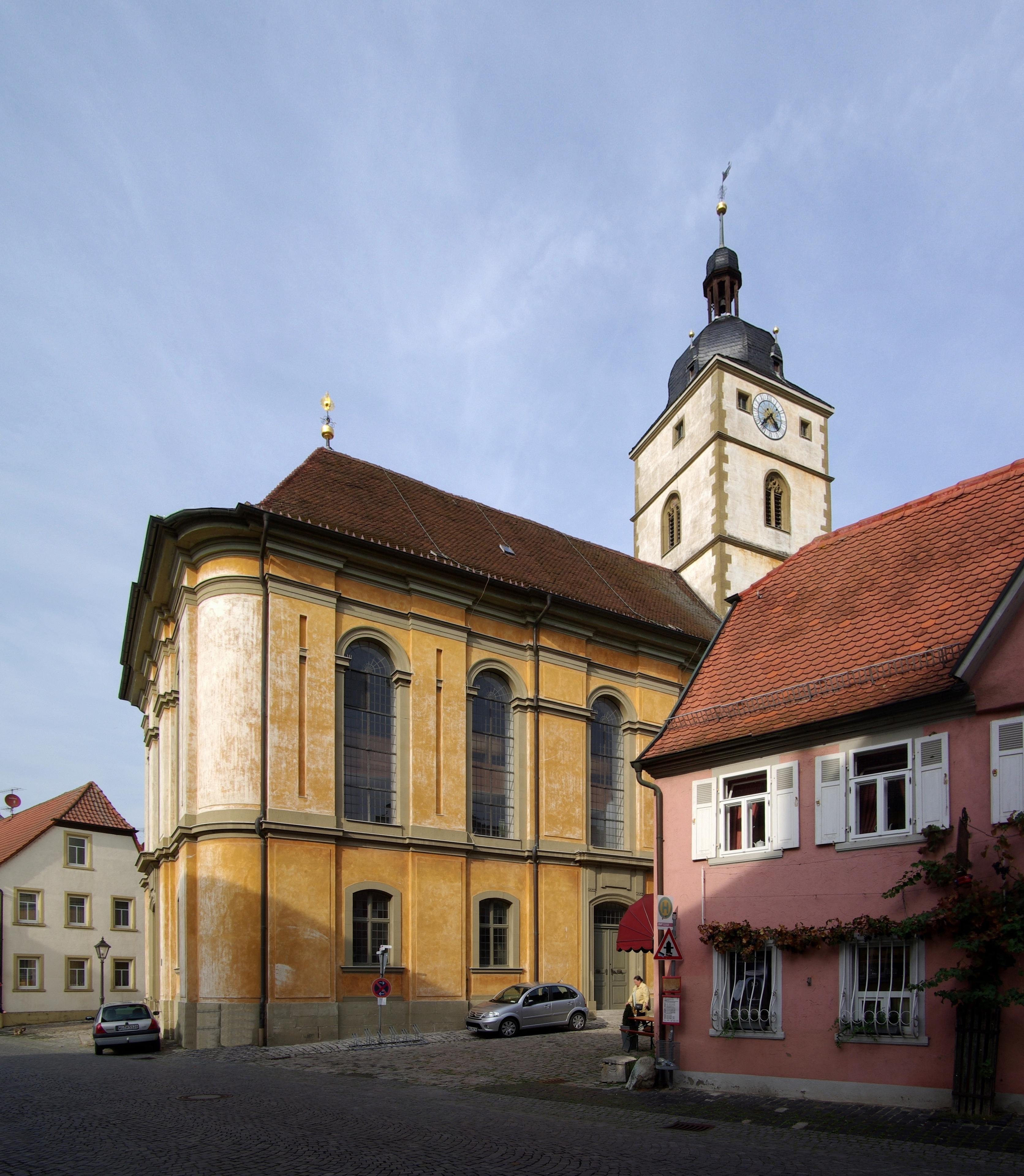
St.-Bartholomäus-Kirche

Sommerhausen ist ein Winzerdorf mit einer vollständig erhaltenen bzw. restaurierten Dorfmauer, auf deren Innenseite ein reizvoller Weg verläuft. Das Maintor trägt zahlreiche alte Hochwassermarken.

### St.-Bartholomäus-Kirche
Eine erste Bartholomäuskirche wurde um 1260 erbaut; von ihr steht noch der Turm. Das Kirchenschiff wurde in den Jahren von 1666 bis 1672 durch einen Neubau ersetzt. Dessen Fundamente und die Bauplanung und -ausführung insgesamt waren mangelhaft; die Mauern begannen sich zu neigen. Bei einem schweren Sturm 1739 stürzten große Teile dieser zweiten Bartholomäuskirche ein. Nach Plänen von Leopoldo Retti wurde 1739/1740 ein neues, nunmehr drittes Kirchenschiff errichtet. Sehenswert ist die 1621 von Georg Brenck dem Jüngeren geschaffene Kanzel mit zahlreichen holzgeschnitzten Darstellungen biblischer Personen und Ereignisse. Erhalten ist auch die Kanzeluhr, die den Pfarrer dazu anhielt, die vorgegebene Predigtdauer einzuhalten.

### Theater

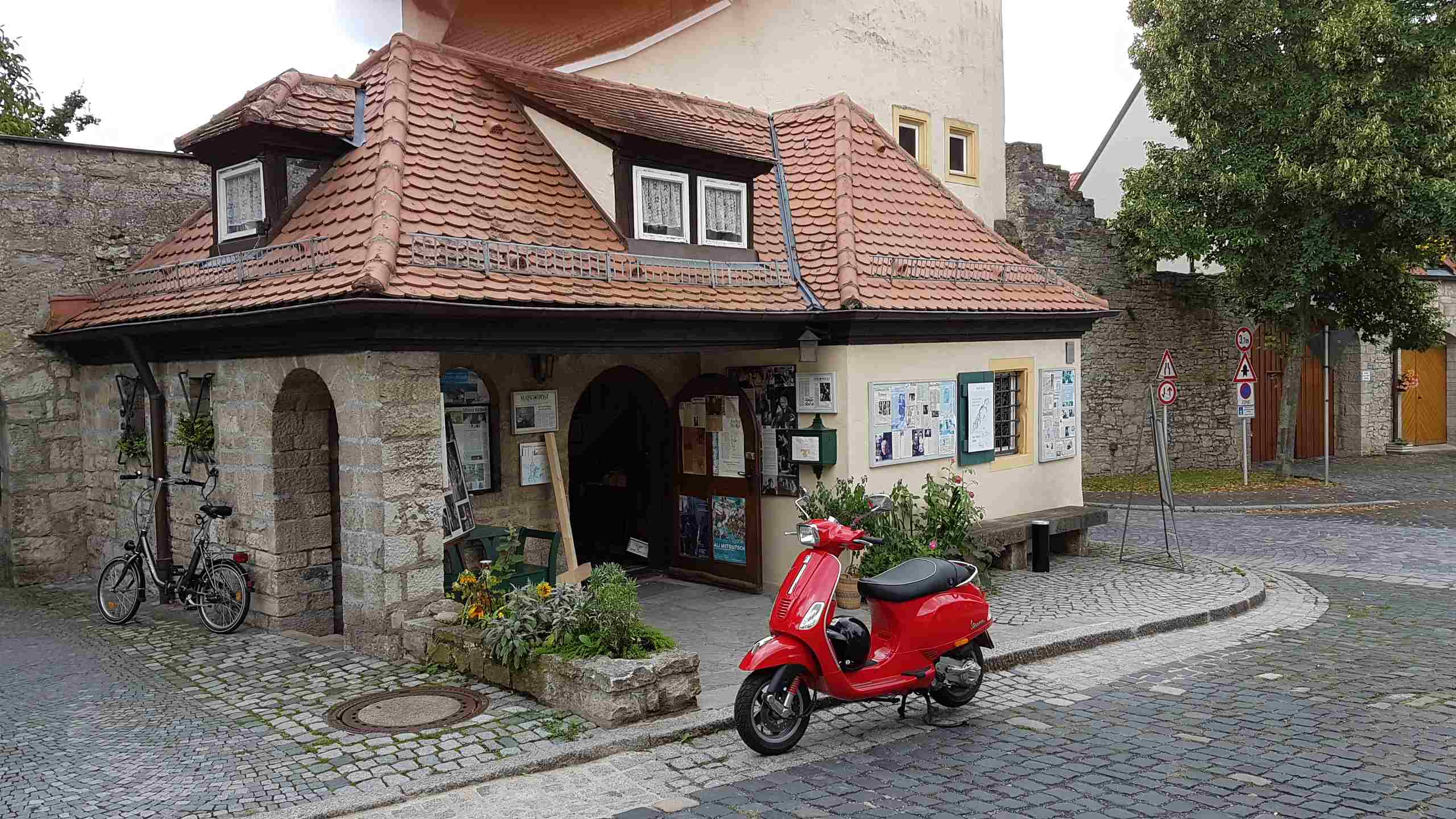
Torturmtheater Sommerhausen

Nach dem Zweiten Weltkrieg wurden dort mehrere Heimatfilme gedreht, besonders bekannt wurde Vater sein dagegen sehr mit Marianne Koch und Heinz Rühmann, bei dem Sommerhausen zusammen mit Marktbreit als Kulisse diente. 1950 richtete Luigi Malipiero im Turm über dem Würzburger Tor das Torturmtheater mit nur 50 Sitzplätzen und einer winzigen Bühne ein. Malipiero machte Sommerhausen bekannt und erreichte schon zu Lebzeiten einen geradezu legendären Ruf, bei Theaterfreunden ebenso wie bei jungen Theaterleuten. Schauspieler, Bühnenbildner und Regisseure wie etwa Hannes Fabig gingen bei ihm in die Lehre. Nach dem Tod des ersten Prinzipals 1975 übernahm Veit Relin das Torturmtheater.
Mathias Repiscus gründete 1984 in einem Gewölbekeller direkt gegenüber dem Torturmtheater die Kabarettbühne Bockshorn mit knapp hundert Sitzplätzen. Dort hatte 1987 auch Dieter Nuhr seine ersten Auftritte als Kabarettist. Das Bockshorn machte Sommerhausen zeitweise noch bekannter als das Torturmtheater unter Veit Relin. Anfang Oktober 2001 zog die Bühne nach Würzburg.
Heute hat Sommerhausen drei Theater, mehrere Galerien und neben ursprünglichen Weinstuben auch einige hochpreisige Restaurants und Hotels.

### Ratsbibliothek
1920 wurde im Rathaus ein alter Schrank mit Hunderten von Drucken des 16. Jahrhunderts und einigen Inkunabeln entdeckt. Diese alte Bibliothek war seit dem Anfang des 17. Jahrhunderts in Vergessenheit geraten. Die Bücher befanden aber in sehr gutem Zustand. 1950 wurde der Schrank mitsamt den Büchern umgestürzt und als Bühne für Theateraufführungen benutzt. Später brachte man die wertvolle Bibliothek in einem sicheren Archivraum des Rathauses unter.

### Natur- und Freizeiteinrichtungen
- Umweltstation und Tierpark (früher Wildpark) Sommerhausen (An der Tränk). Ein ökologisch, integratives Zentrum, das seit Februar 1998 durch das Bayerische Staatsministerium für Landesentwicklung und Umweltfragen gefördert wurde[15] und unter der Trägerschaft der Mainfränkischen Werkstätten in Würzburg steht. Geleitet wird der Tierpark von Thomas Dodenhoff.[16]

### Regelmäßige Veranstaltungen
In Sommerhausen findet ein Weihnachtsmarkt statt, der sich praktisch über den ganzen alten Ortskern erstreckt und die Kirche, Galerien, Weinläden usw. mit einbezieht. Eine weitere Veranstaltung ist die Kirchweih, die immer im Oktober am Schießplatz stattfindet.

## Persönlichkeiten

### Söhne und Töchter der Stadt
- Conrad Schäfer (* vor 1590–1624), Handelsmann, Ratsherr und Bürgermeister in Dresden
- Franz Daniel Pastorius (1651–1719), war Jurist und Schriftsteller. Er gilt als Begründer der ersten deutschen Siedlung Germantown in Nordamerika und war ein Vorfahre von Jaco Pastorius.
- Walter Caspari (1847–1923), Geistlicher, Theologe und Hochschullehrer
- Lazarus Stahl (1881–1944), jüdischer Kaufmann, geb. in Sommerhausen. Stahl wurde zusammen mit seiner Frau Paula, geb. Oestreicher, sowie seinen Brüdern David und Karl im KZ-Auschwitz 1944 ermordet.[17][18]
- Eleonore Wolf (1900–1996), war Teilnehmerin der Verfassungsberatenden Versammlung des Landes Hessen.
- Eberhard Seidel (* 1955), Journalist
- Eva Grossberg (1924–2014), Malerin, Grafikerin und Designerin

### Persönlichkeiten, die vor Ort wirkten
- Otto Seifert (1853–1933), Internist, Dermatologe, Hals-, Nasen- und Ohrenarzt und Professor an der Universität Würzburg, praktizierte 1879/1880 als Arzt in Sommerhausen
- Carl Grossberg (1894–1940), Maler
- Luigi Malipiero (1901–1975), Begründer des Torturmtheaters und Ehrenbürger von Sommerhausen
- Nikolaus Plump (1923–1980), Maler, Grafiker, Illustrator[19]
- Bernhard Böttner (1924–2013), Pianist und Kulturmanager
- Veit Relin (1926–2013), österreichischer Schauspieler, Drehbuchautor, Regisseur, Maler und Ehrenbürger von Sommerhausen
- Michael Philipp (* 1972), Koch

## Literatur

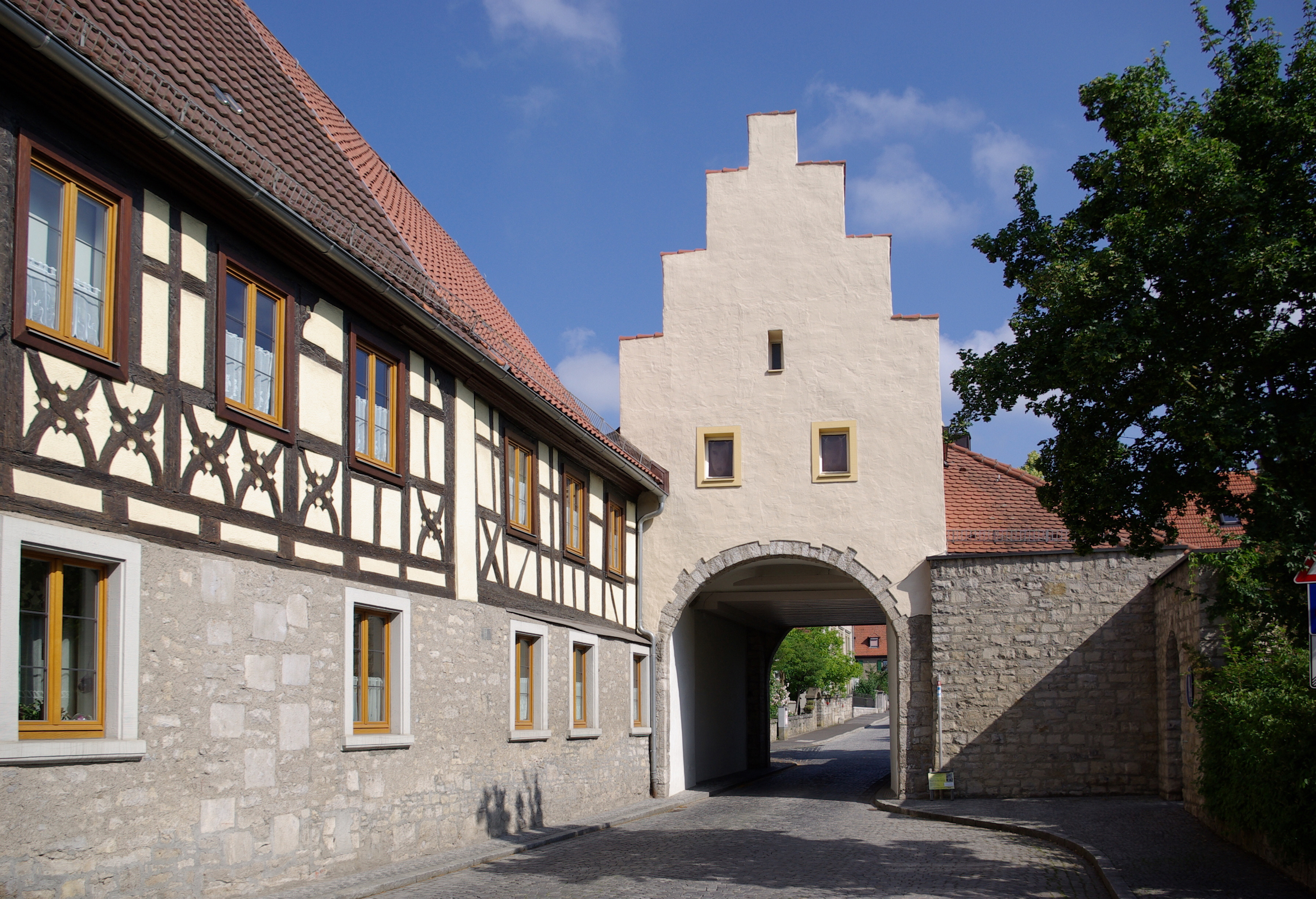
Würzburger Tor, Stadtseite
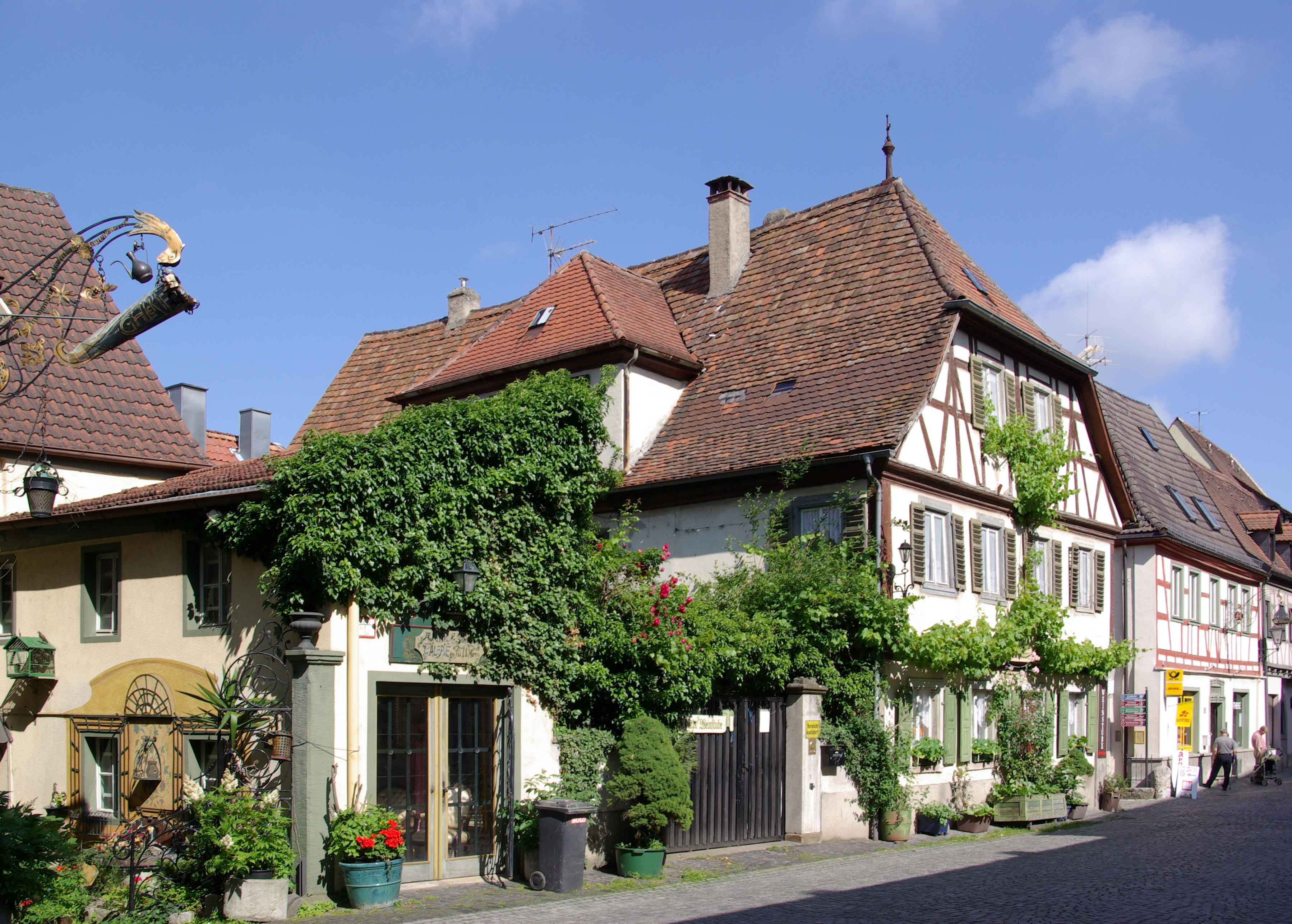
Hauptstraße
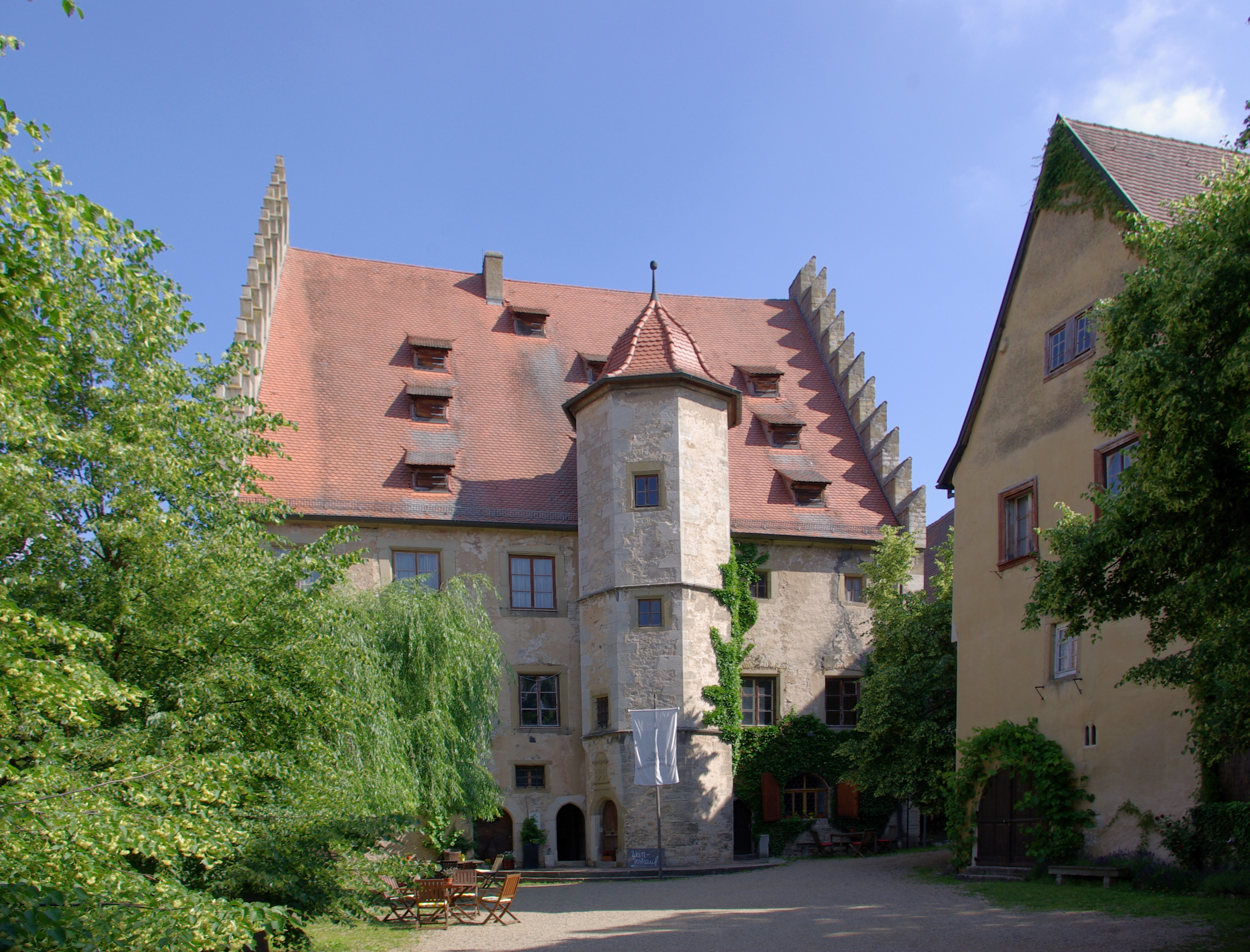
Schloss
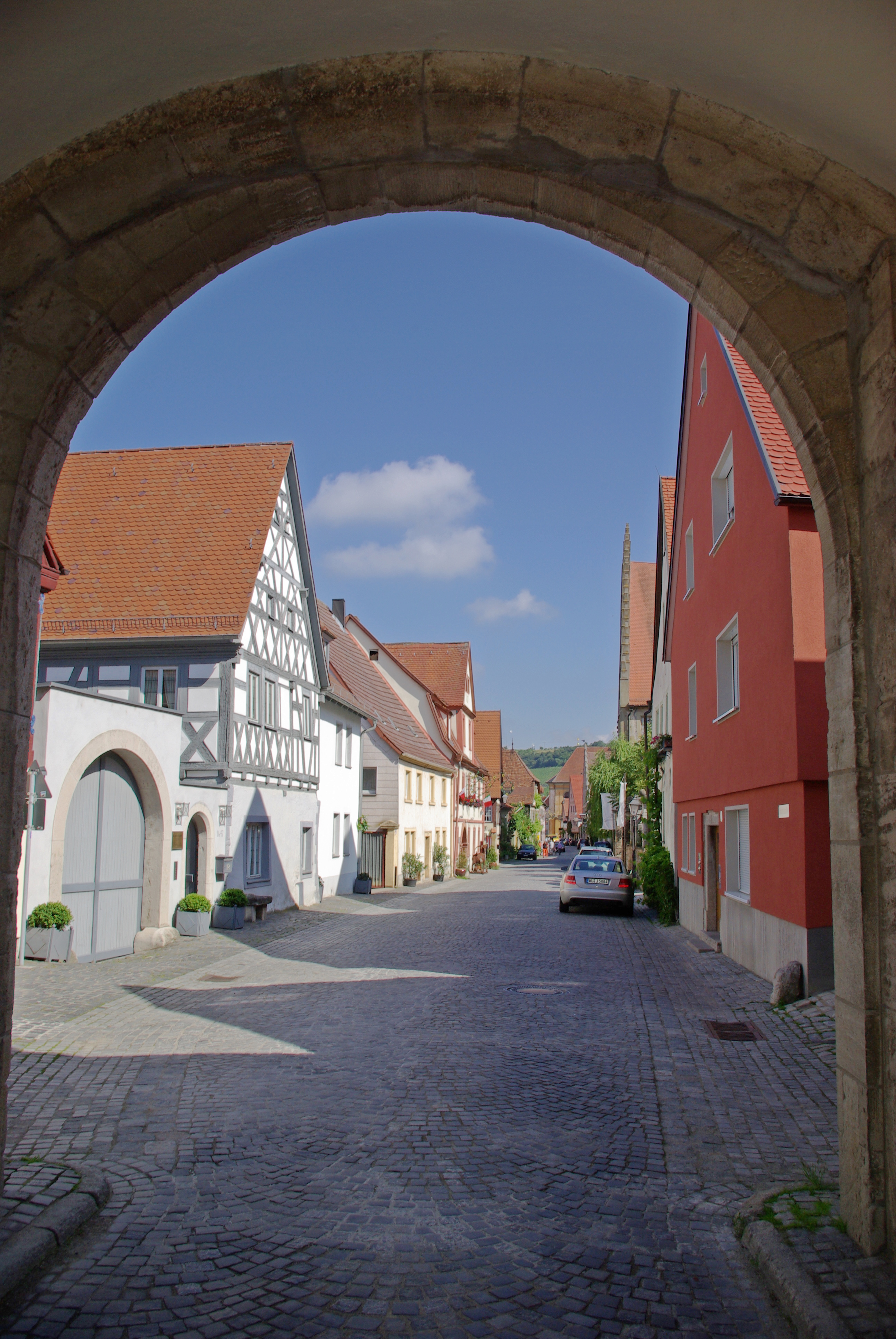
Blick durch das Ochsenfurter Tor
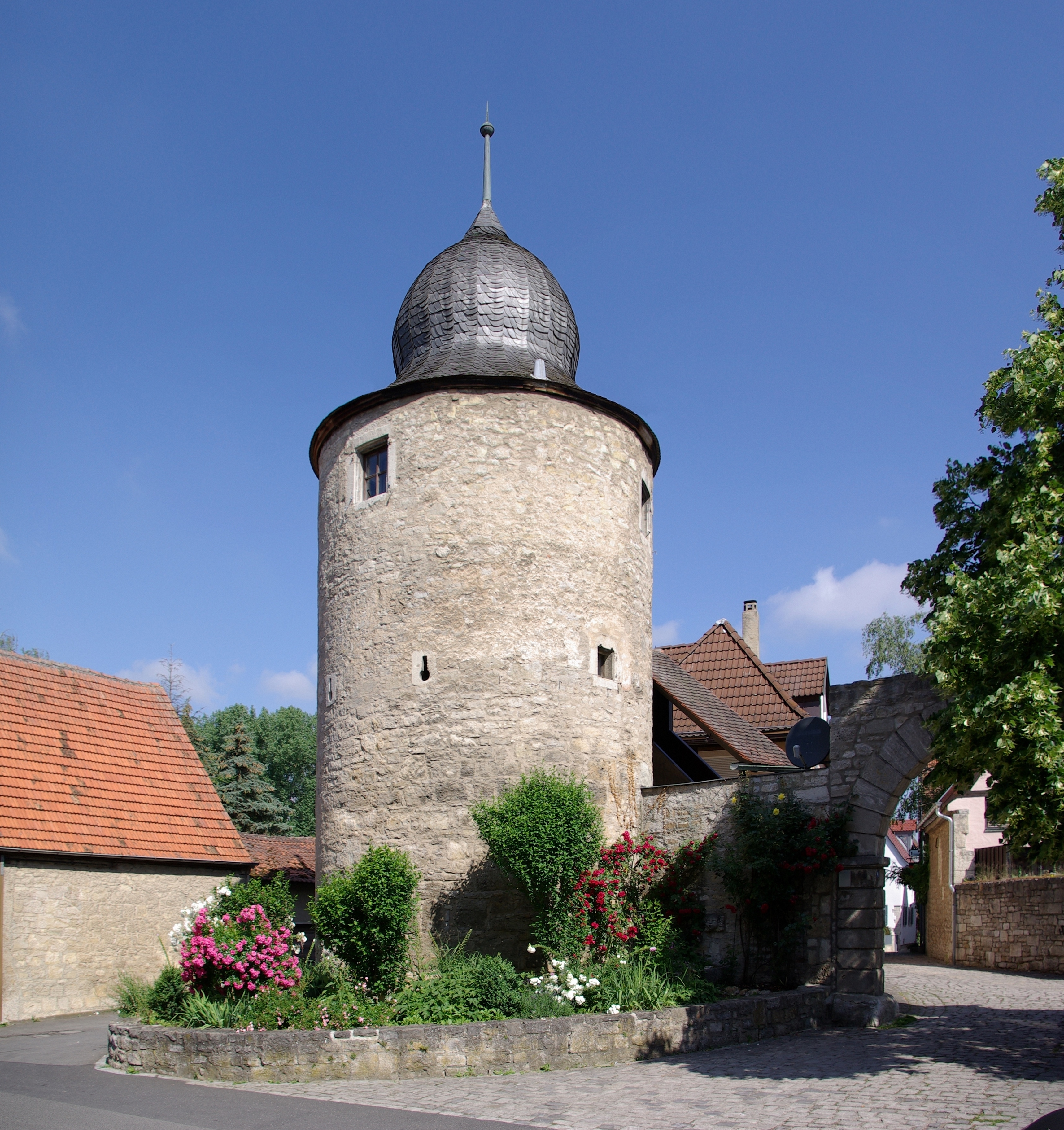
Rumorknechtsturm
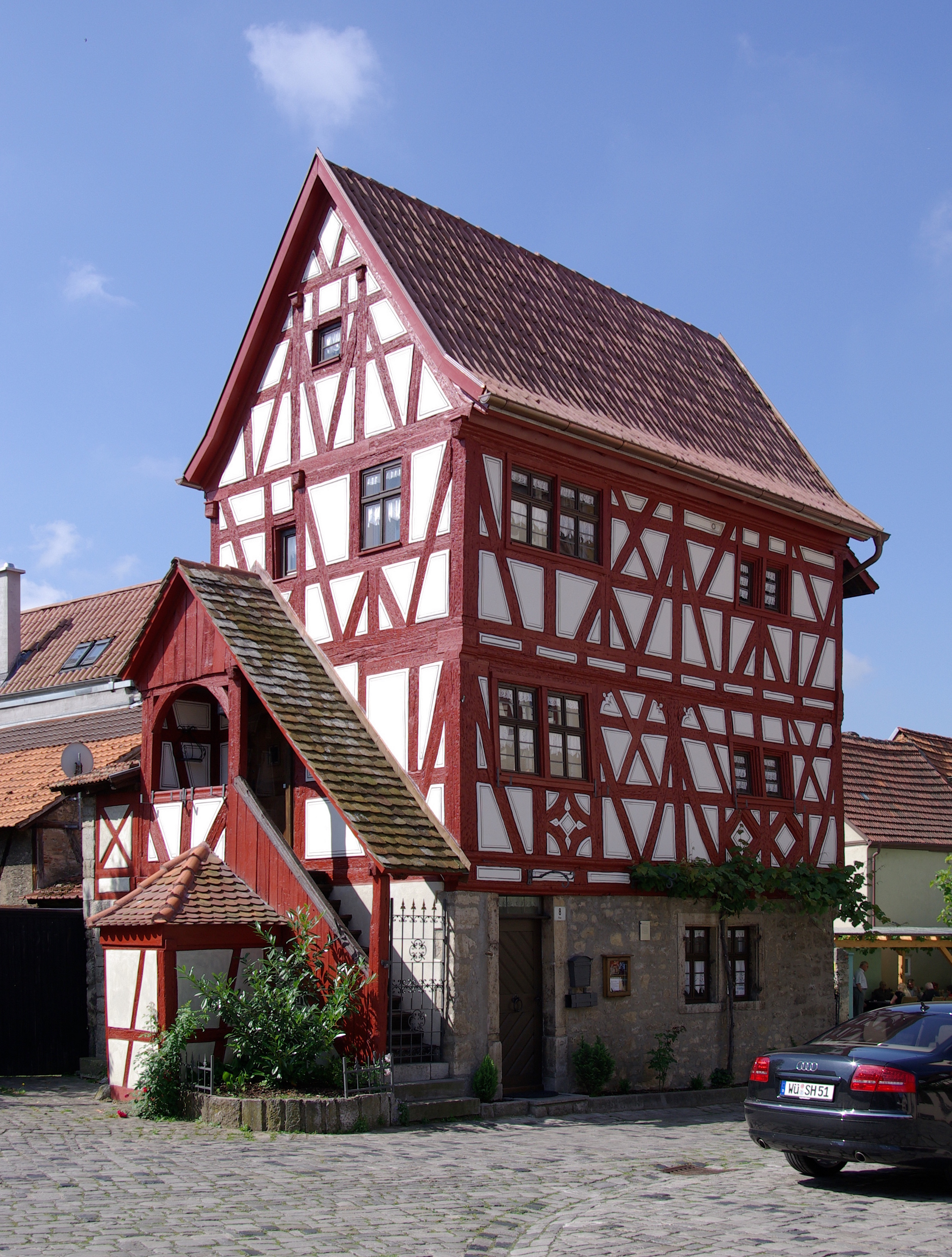
Altes Eichamt
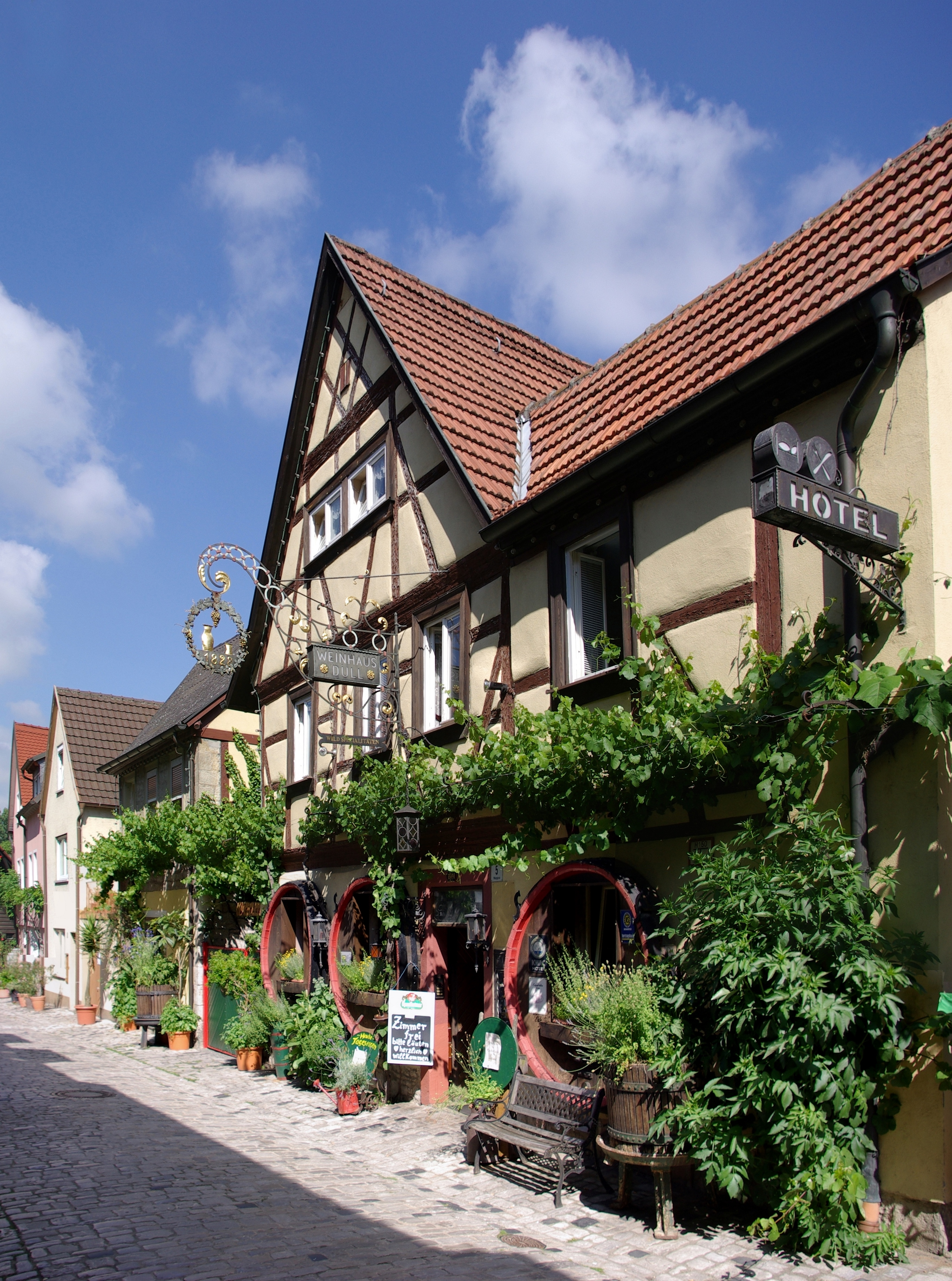
Maingasse
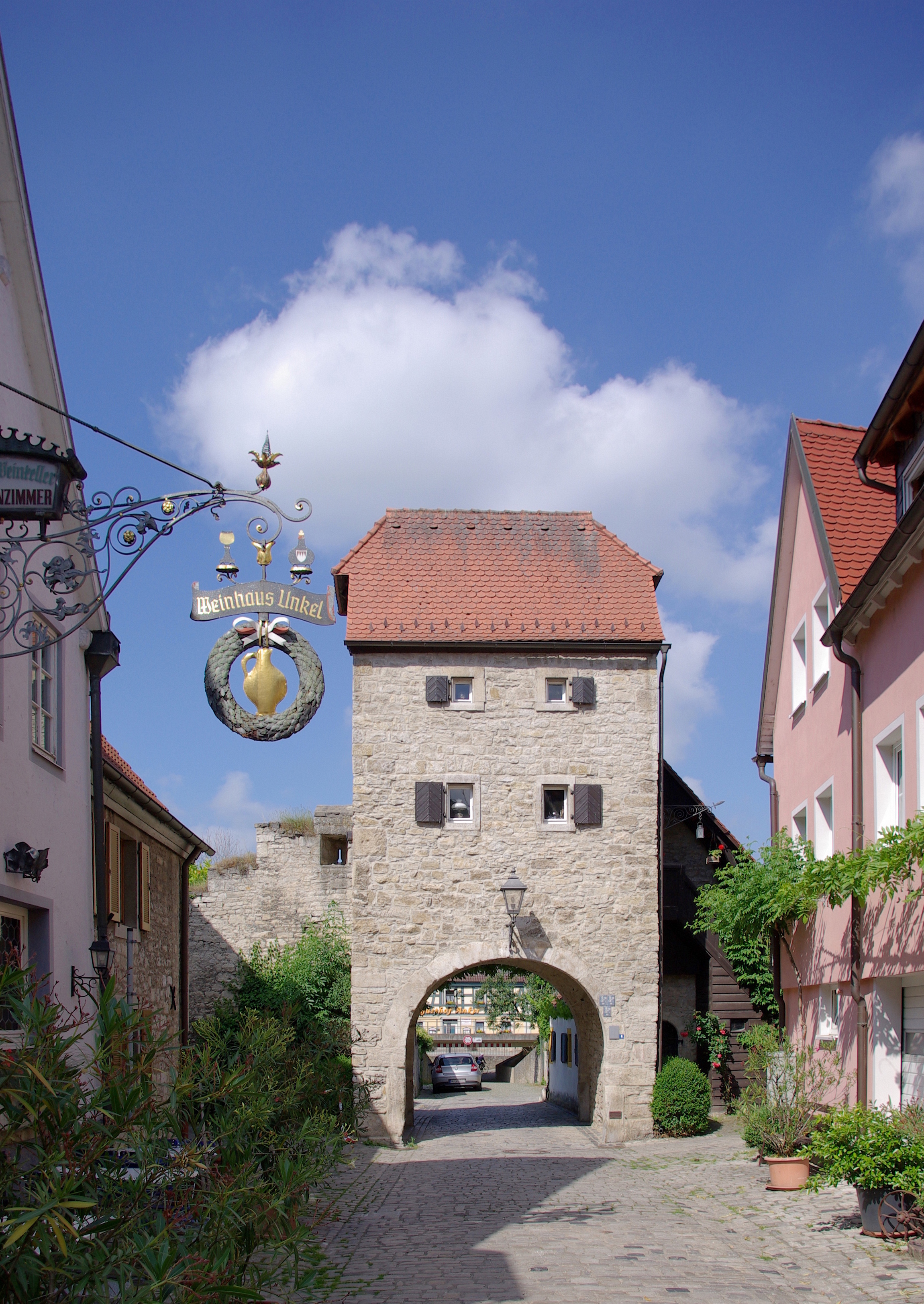
Maintor, Stadtseite